# ميدنبيمستر
ميدنبيمستر هي مدينة في هولندا تقع في مقاطعة شمال-هولندا. وهي جزء من بلدية بيمستر، تبعد حوالي 6 كم عن شمال غرب بورميراند.
في عام 2001، بلغ عدد سكانها 3628 نسمة، وبلغ إجمالي المساحة المبنية للمدينة 0.82 كيلومتر مربع، وضمت 1404 مسكن. المدينة هي مسقط رأس الرسام كاريل فابريتيوس .

## شخصيات
- فرانسين دي زيو
- كاريل فابريتيوس